# Fixní měnový kurz
Fixní/pevný měnový kurz nebo fixní/pevný směnný kurz nebo fixní/pevný kurz je měnový kurz, který je neměnný (nebo téměř neměnný), ať už je vyjádřen v jiné měně nebo prostřednictvím koše jiných měn nebo v jiné jednotce, například zlatě.
Jak se mění hodnota referenční měny nebo hodnoty, tak se mění i hodnota měny s pevným měnovým kurzem. Tento typ měnového kurzu znemožňuje vládě používat nezávislou domácí měnovou politiku.
- Výhody: stabilní prostředí pro zahraniční investice, pomáhá udržovat nízkou inflaci, snižuje transakční náklady.
- Nevýhody: ztráta autonomní měnové politiky, nutnost centrální banky neustále udržovat kurz na oficiální úrovni, ztráta možnosti přizpůsobovat se aktuálním ekonomickým jevům, riziko spekulativního útoku na měnu, rozdíl mezi nominálním a reálným měnovým kurzem.